# Mary Benwell
Mary Benwell, nome de casada Codd, foi uma artista inglesa, miniaturista e pastelista.